# Adam Keefe
Adam Thomas Keefe (ur. 22 lutego 1970 w Irvine) – amerykański koszykarz, występujący na pozycjach silnego skrzydłowego lub środkowego.
W 1988 został zaliczony do IV składu Parade All-American.

## Osiągnięcia
Na podstawie, o ile nie zaznaczono inaczej.
NCAA
- Uczestnik turnieju NCAA (1989, 1992)
- Mistrz turnieju National Invitation Tournament (NIT – 1991)
- MVP NIT (1991)[4]
- Zaliczony do:
  - I składu:
    - Pac-10 (1990–1992)
    - turnieju Pac-10 (1990)

  - II składu All-American (1992 przez Associated Press)
  - III składu All-American (1992 przez NABC, UPI)
- Lider:
  - wszech czasów Pac-10/12 w liczbie oddanych rzutów wolnych (886)
  - Pac-10 w:
    - średniej zbiórek (9,1 – 1990, 9,5 – 1991, 12,2 – 1992)
    - liczbie:
      - zbiórek (313 – 1991, 355 – 1992)
      - liczbie celnych rzutów:
        - z gry (275 – 1992)
        - wolnych (179 – 1990, 2003 – 1991)

      - oddanych rzutów wolnych (247 – 1990, 267 – 1991)

NBA
- Wicemistrz NBA (1997, 1998)

Drużynowe
- 4. miejsce podczas mistrzostw Hiszpanii (2003)

Indywidualne
- MVP kolejki ACB (23 – 2001/2002, 28 – 2002/2003)
- Uczestnik meczu gwiazd ligi hiszpańskiej (2001)
- Lider hiszpańskiej ligi ACB w przechwytach (2002)

Reprezentacja
- Brązowy medalista igrzysk panamerykańskich (1991)